# Pidonia alticollis
Pidonia alticollis là một loài bọ cánh cứng trong họ Cerambycidae.